# Inundacions de Texas de 2025
Les Inundacions de Texas de 2025 van tenir lloc del 4 al 7 de juliol de 2025 al Texas Hill Country i riu avall. Durant la inundació, els nivells d'aigua del riu Guadalupe van augmentar ràpidament i significativament quan van caure entre 130 i 280 mm de pluja en poques hores. Com a resultat, almenys 89 persones van morir. La inundació va ser causada per un complex convectiu de mesoscala alimentat parcialment per les restes de la tempesta tropical Barry.
Les inundacions van començar el 4 de juliol, després que caiguessin grans quantitats de pluja al centre de Texas. El mateix dia es van emetre sis avisos d'emergència per inundacions sobtades, que incloïen les ciutats de Kerrville i Mason. L'endemà, el tinent governador de Texas, Dan Patrick, va dir en una roda de premsa que el riu Guadalupe havia augmentat uns 7,9 m en 45 minuts. Es calcula que va augmentar uns 8,8 m a la zona de Hunt, on més de 20 nenes van desaparèixer d'un campament d'estiu. El 5 de juliol es van produir més avisos d'inundacions sobtades per a la zona del llac Travis, que forma part de la conca del riu Colorado.
Es considera que entre tots els esdeveniments d'inundació mortals als Estats Units, inclosos els causats per fallades de dics, pluges estacionals i huracans, les inundacions de Hill Country estan entre les catàstrofes naturals més mortals, juntament amb l'huracà de Galveston de 1900, que amb entre 6.000 i 12.000 morts va ser la més mortal, la gran inundació del Mississipi del 1927 amb 246 víctimes mortals, l'huracà Helene de 2024 amb 250 víctimes mortals, 94 d'elles per les inundacions, la inundació de l'Ohio del 1937 amb 350 morts, l'huracà Katrina de 2005 amb 1.392 morts i el col·lapse de la presa de Sant Francis de 1928, amb 400 morts.